# Ibaliidae
Die Ibaliidae sind eine kleine Familie der Hautflügler. Sie werden in die Gallwespenartigen (Cynipoidea) innerhalb der Legimmen eingeordnet. Weltweit sind etwa zwanzig Arten in drei Gattungen beschrieben worden.

## Merkmale
Es handelt sich um relativ langgestreckte, mittelgroße Tiere mit einer Körperlänge von 10 bis etwa 30 Millimeter, wobei die Weibchen größer sind als die Männchen. Die Körperlänge innerhalb einer Art ist immer auffallend variabel und stark von den Entwicklungsbedingungen abhängig. Die meisten Arten sind recht kontrastreich gezeichnet, wobei Schwarz mit roten oder gelben Tönungen kombiniert ist, auch die Flügel weisen manchmal Flecken oder Bänder auf. In der Körpergestalt fällt ein relativ kompaktes und hohes, stark sklerotisiertes und skulpturiertes Mesosoma (Rumpfregion) in Verbindung mit einem in Aufsicht extrem schmalen, bei seitlicher Betrachtung langgestreckt ovalen Hinterleib auf. Diese Form des Hinterleibs wird oft mit „messerförmig“ umschrieben. Der lange Legebohrer des Weibchens ist in Ruhelage im Hinterleib verborgen. Er bildet hier eine komplette Schleife und ist in einem Membransäckchen mit ansitzender Muskulatur eingeschlossen. Beim Legevorgang wird diese Umhüllung zusammengezogen, wodurch die Spitze des Legebohrers vorne hervortritt. Am Kopf sitzen lange, fadenförmige Antennen, die beim Männchen 15, beim Weibchen 13 Segmente aufweisen. Beim Männchen ist das dritte Fühlerglied verlängert und auffallend asymmetrisch gebogen, es trägt Drüsenfelder, die bei der Paarung von Bedeutung sind. Charakteristisch und auffallend ist immer eine quer verlaufende, erhöhte Kante auf dem Pronotum. Diese Struktur haben sie mit der Familie der Liopteridae gemeinsam, von der sie an der Skulptur der Pronotumseiten (bei Liopteridae mit tiefen Grübchen) unterschieden werden können. Außerdem weist der Pronotumkiel bei den Ibaliidae eine charakteristische Einsenkung in der Mittellinie auf. An den Hinterbeinen sind die Schenkel (Femora) auffallend verkürzt und nicht länger als die Hüften (Coxen). Das erste Tarsalglied der Hinterfüße (Tarsen) ist auffallend verlängert und doppelt so lang wie die übrigen vier zusammen. Die Flügeladerung entspricht dem üblichen Schema der Gallwespenartigen, wobei die dreieckige Randzelle bei den Ibaliidae auffallend langgestreckt ist. Am Hinterleib ist in der Regel das letzte Segment das längste.

## Lebensweise
Die Larven aller Ibaliidae sind Parasitoide von Larven der Holzwespen (Siricidae). Das Weibchen bohrt mit seinem Legebohrer das tief im Holz verborgene Ei oder das erste Larvenstadium seines Wirtes an und legt darin ein eigenes Ei ab. Die Lokalisierung des Wirtes erfolgt auf chemischem Wege, wobei der Parasitoid z. B. den symbiontischen Pilz, den die Holzwespe zusammen mit ihrem Ei im Holz deponiert, am Geruch erkennt. Die Bohrung folgt dabei der Bohrung des Holzwespenweibchens. Das Ei weist, typisch für alle Gallwespenartigen, ein charakteristisches Stielchen auf. Diese Stielregion dient als Ausweichquartier für die Eimasse, wenn das Ei bei der Passage des engen Legebohrers gequetscht und in die Länge gezogen wird.
Die Larve frisst innerhalb ihres weiterlebenden und weiterwachsenden Wirts (koinobionter Parasitoid). Die Erstlarve weist eine auffallende Gestalt mit einem Schwanzfaden und fadenförmigen Seitenanhängen am ersten bis zwölften Segment auf. Diese Larvenform wurde als „polypodeiform“ beschrieben. Die Fäden nehmen bei der wachsenden Larve relativ an Länge ab und gehen bis zum vierten Larvenstadium verloren. Die Larve des vierten Stadiums verlässt den absterbenden Wirt. Sie weist auffallend große Mandibeln auf, scheint aber keine Nahrung mehr aufzunehmen. Sie verpuppt sich im Fraßgang ihres Wirts tief im Holz und legt dafür kein Gespinst an. Die ausgeschlüpfte Imago muss sich schließlich durch das Holz bis zur Oberfläche durchnagen. Sie besitzt dafür besonders kräftige, gezähnte Mandibeln. Die Entwicklung von der Eiablage bis zum Schlupf dauert je nach Bedingungen zwischen ein und drei Jahren. Ob die Imago Nahrung aufnimmt, ist unklar.

## Systematik
Innerhalb der Cynipoidea gelten die Ibaliidae als eine morphologisch ursprüngliche Familie. Über ihre genaue Position innerhalb der Überfamilie besteht noch keine Einigkeit. Entweder bilden sie eine eigene Entwicklungslinie, die nach den Austrocynipidae vom gemeinsamen Stamm abzweigt und Schwestergruppe der übrigen Gallwespenartigen wäre, oder sie bilden mit den Liopteridae eine gemeinsame Verwandtschaftsgruppe.
Die Familie gliedert sich in drei lebende (rezente) Gattungen:
- Ibalia (Dornwurmwespen), mit zwei Untergattungen
  - Untergattung Ibalia s. str. Parasitoide von Holzwespenlarven in Nadelhölzern
  - Untergattung Tremibalia. Parasitoide von Holzwespenlarven in Laubhölzern
- Heteribalia
- Eileenella mit nur einen Art (Eileenella catherinae).

## Verbreitung
Die Gattung Ibalia ist über die gesamte Nordhalbkugel (holarktisch) verbreitet. Sie dringt in Ostasien weit nach Süden vor und erreicht mit einer Art (Ibalia calimantanica) auf Borneo die Tropen. Die Gattung Heteribalia lebt im gemäßigten Ostasien. Eileenella catherinae ist nur von Neuguinea bekannt.
In Europa kommen drei Arten vor, die alle auch Mitteleuropa erreichen:
- Ibalia leucospoides
- Ibalia rufipes, Unterart drewseni
- Ibalia jakowlewi.

Alle Arten gelten in Mitteleuropa als selten bis sehr selten.

## Ökonomische Bedeutung
Ibaliidae sind Antagonisten von Holzwespenlarven, die z. T. ökonomische Schäden an Waldbäumen und Nutzholz verursachen, und gelten somit als Nützlinge. Bedeutsam ist vor allem die Art Ibalia leucospoides als Raubparasit der Blauen Fichtenholzwespe (Sirex noctilio) und der Riesenholzwespe (Urocerus gigas). Die Art wurde zur biologischen Schädlingsbekämpfung nach Australien, Tasmanien, Neuseeland, Südafrika und Südamerika künstlich eingebracht und angesiedelt, wo eingeschleppte Blaue Fichtenholzwespen in Kiefernforsten schwere ökonomische Schäden verursacht haben, die weit über diejenigen in der Ursprungsheimat hinausgehen. Die ersten Freisetzungen in Tasmanien und Neuseeland erfolgten schon in den 1950er Jahren. Die Ansiedlung gilt als erfolgreich, sie trägt heute zur Kontrolle der Holzwespenart bei. Sie war aber in ökonomischer Hinsicht nicht entscheidend, dies wurde erst später mit der Ansiedlung eines parasitischen Nematoden erreicht.